# Залудяк Микола Іванович
Микола Іванович Залудяк (2 квітня 1941, Вендичани Могилів-Подільського району Вінницької області — 30 грудня 2010) — український діяч, представник президента і голова Полтавської обласної державної адміністрації з 1992 по 1998 роки. Депутат Верховної Ради УРСР 11-го скликання. Заступник голови Верховної Ради УРСР 11-го скликання (в 1989—1990 роках). Народний депутат України 1-го скликання. Кандидат економічних наук. У 1996 році став Почесним громадянином Кременчука.

## Біографія
Народився 2 квітня 1941 року в селищі Вендичани Могилів-Подільського району Вінницької області в сім'ї робітника. Родина Миколи Івановича походить з козацького роду Залудяків.
Брав участь в освоєнні цілинних земель Казахстану. З 1957 року — автослюсар зернорадгоспу «Ломоносовський» Рузаївського району Кокчетавської області Казахської РСР.
У 1959—1960 роках — автослюсар ремонтно-технічної станції в селі Вендичани Могилів-Подільського району Вінницької області.
У 1960—1963 роках — служба на Червонопрапорному Балтійському флоті.
У 1963—1968 роках — студент Харківського автомобільно-дорожнього інституту.
Член КПРС з 1965 року.
У 1968—1970 роках — старший інженер, начальник автоколони Кременчуцького автотранспортного підприємства 16011 Полтавської області.
У 1970—1975 роках — інструктор промислово-транспортного відділу Кременчуцького міського комітету КПУ Полтавської області. Закінчив Вищу партійну школу при ЦК КПУ.
У вересні 1975 — травні 1977 року — голова виконавчого комітету Автозаводської районної ради депутатів трудящих міста Кременчука. У травні 1977 — червні 1979 року — 1-й заступник голови виконавчого комітету Кременчуцької міської ради народних депутатів.
У червні 1979 — лютому 1980 року — голова виконавчого комітету Кременчуцької міської ради народних депутатів.
У лютому 1980 — березні 1990 року — 1-й секретар Кременчуцького міського комітету КПУ Полтавської області.
З 1990 року — заступник генерального директора Кременчуцького виробничого об'єднання «Дормашина».
Народний депутат України 1-го скликання, у 1990—1992 роках — голова Комісії Верховної Ради України з питань екології та раціонального природокористування.
У 1992—1994 роках — Представник Президента України у Полтавській області.
У 1994—1998 роках — Голова Полтавської обласної Ради, голова Полтавської облдержадміністрації. Після відставки Указом від 29 грудня 1998 року призначений радником Президента України.
Депутат Полтавської обласної ради, голова профільної комісії представницького органу. Працював заступником керуючого Полтавським обласним відділенням Промінвестбанку.

## Відзнаки і нагороди
Нагороджений орденами «Дружба народів», «Знак Пошани», за заслуги Миколи Чудотворця, медалями «За доблесну працю» та відзнакою до 100-річчя з дня народження В. І. Леніна, Почесною грамотою Президії Верховної Ради УРСР, йому присвоєне почесне звання «Заслужений працівник промисловості України», почесний президент обласної федерації футболу тощо. Носив звання козацького генерал-полковника, був представником Верховного отамана України та діаспори.
Рішенням міської ради міста Кременчук від 19.09.1996 року М. І. Залудяку присвоєно звання Почесного громадянина міста.

## Увічнення пам'яті
1 квітня 2011 у Кременчуці відкрито меморіальну дошку Миколі Івановичу Залудяку. Меморіальна дошка була встановлена на будинку № 10 по вулиці Академіка Маслова, де тривалий час проживав М. І. Залудяк.

## Виноски
1. 1 2  Офіційний портал Верховної Ради України. static.rada.gov.ua. Процитовано 16 березня 2024.
2. ↑  exo.in.ua [Архівовано 5 березня 2016 у Wayback Machine.] Віктор Крук. Увічнення пам'яті видатного земляка